# Allemagne-France en rugby à XV
Cet article retrace les confrontations entre les diverses équipes d'Allemagne et l'équipe de France en rugby à XV

## Historique
Avant la première rencontre entre Allemagne et France en 1927, le Fußballclub Frankfurt représentant l'Allemagne et une équipe de joueurs parisiens sélectionnés par l’USFSA représentant la France se sont rencontrés en 1900, lors des Jeux olympiques de Paris,. Ce match est remporté par l’équipe française sur le score de 27 à 17, ce qui, avec sa victoire contre le club britannique des Moseley Wanderers, lui permet de remporter la première épreuve de rugby à XV aux Jeux olympiques.
Dans l'entre-deux-guerres, les deux nations s'affrontent régulièrement, dans des matchs donnant lieu à des affluences remarquables (30 000 spectateurs au Parc des Princes notamment) et des victoires disputées : l'Allemagne s'impose à deux reprises à domicile.
Mais le rugby, sport britannique, peu apprécié par le régime nazi, ne connaîtra plus de tels exploits contre la France par la suite. 
Si les deux nations continuent à s'affronter dans le cadre des compétitions européennes continentales, elles ne jouent plus au même niveau. 
Dans les années 2010, bien que l'Allemagne connaisse un renouveau en rugby à XV, elle reste loin de la France.

## Les confrontations
Voici la liste des 42 confrontations entre ces deux équipes (qui inclut un match entre l'équipe de France et l'équipe d'Allemagne de l'Est) :
| No | Date              | Lieu                      | Match              | Score   | Compétition      |
| -- | ----------------- | ------------------------- | ------------------ | ------- | ---------------- |
| 1  | 17 avril 1927     | Colombes, France          | France – Allemagne | 30 – 5  | Test match       |
| 2  | 15 mai 1927       | Francfort, Allemagne      | Allemagne – France | 17 – 16 | Test match       |
| 3  | 18 mars 1928      | Hanovre, Allemagne        | Allemagne – France | 3 – 14  | Test match       |
| 4  | 28 avril 1929     | Colombes, France          | France – Allemagne | 24 – 0  | Test match       |
| 5  | 6 avril 1930      | Berlin, Allemagne         | Allemagne – France | 0 – 34  | Test match       |
| 6  | 19 avril 1931     | Paris, France             | France – Allemagne | 34 – 0  | Test match       |
| 7  | 17 avril 1932     | Francfort, Allemagne      | Allemagne – France | 4 – 20  | Test match       |
| 8  | 26 mars 1933      | Paris, France             | France – Allemagne | 38 – 17 | Test match       |
| 9  | 25 mars 1934      | Hanovre, Reich allemand   | Allemagne – France | 9 – 13  | Test match       |
| 10 | 24 mars 1935      | Paris, France             | France – Allemagne | 18 – 3  | Test match       |
| 11 | 17 mai 1936       | Berlin, Reich allemand    | Allemagne – France | 14 – 19 | Tournoi européen |
| 12 | 1er novembre 1936 | Hanovre, Reich allemand   | Allemagne – France | 3 – 6   | Test match       |
| 13 | 18 avril 1937     | Paris, France             | France – Allemagne | 27 – 6  | Test match       |
| 14 | 27 mars 1938      | Francfort, Reich allemand | Allemagne – France | 3 – 0   | Test match       |
| 15 | 22 mai 1938       | Bucarest, Roumanie        | Allemagne – France | 5 – 8   | Tournoi européen |

### Confrontation non officielle
| No | Date             | Lieu                                           | Match                       | Score   | Compétition            |
| -- | ---------------- | ---------------------------------------------- | --------------------------- | ------- | ---------------------- |
| 1  | 14 octobre 1900  | Vélodrome municipal de Vincennes, Paris France | France – Allemagne          | 27 – 17 | Jeux olympiques        |
| 16 | 28 mars 1954     | Grenoble, France                               | France – Allemagne          | 25 – 3  | Test match             |
| 17 | 18 avril 1954    | Parme, Italie                                  | Allemagne – France          | 3 – 28  | Coupe d'Europe FIRA    |
| 18 | 10 avril 1955    | Hanovre, Allemagne                             | Allemagne – France          | 0 – 16  | Test match             |
| 19 | 1er avril 1956   | Toulon, France                                 | France – Allemagne          | 32 – 6  | Test match             |
| 20 | 24 mars 1957     | Berlin Est, Allemagne de l'Est                 | Allemagne de l'Est – France | 3 – 11  | Test match             |
| 21 | 30 mars 1958     | Nantes, France                                 | France – Allemagne          | 6 – 6   | Test match             |
| 22 | 30 mars 1959     | Hanovre, Allemagne de l'Ouest                  | Allemagne – France          | 0 – 27  | Test match             |
| 23 | 17 avril 1960    | Clermont-Ferrand, France                       | France – Allemagne          | 14 – 6  | Test match             |
| 24 | 2 avril 1961     | Heidelberg, Allemagne de l'Ouest               | Allemagne – France          | 9 – 27  | Test match             |
| 25 | 22 avril 1962    | Dijon, France                                  | France – Allemagne          | 53 – 11 | Test match             |
| 26 | 14 avril 1963    | Francfort, Allemagne de l'Ouest                | Allemagne – France          | 9 – 16  | Test match             |
| 27 | 29 mars 1964     | Vichy, France                                  | France – Allemagne          | 34 – 3  | Test match             |
| 28 | 17 avril 1965    | Hanovre, Allemagne de l'Ouest                  | Allemagne – France          | 3 – 8   | Test match             |
| 29 | 10 avril 1966    | Chalon-sur-Saône, France                       | France – Allemagne          | 8 – 6   | Coupe des nations FIRA |
| 30 | 26 mars 1967     | Hambourg, Allemagne de l'Ouest                 | Allemagne – France          | 0 – 22  | Test match             |
| 31 | 14 avril 1968    | Lons-le-Saunier, France                        | France – Allemagne          | 26 – 8  | Coupe des nations FIRA |
| 32 | 5 avril 1969     | Cologne, Allemagne de l'Ouest                  | Allemagne – France          | 6 – 20  | Coupe des nations FIRA |
| 33 | 30 novembre 1969 | Le Creusot, France                             | France – Allemagne          | 33 – 6  | Test match             |
| 34 | 21 novembre 1970 | Heidelberg, Allemagne de l'Ouest               | Allemagne – France          | 3 – 18  | Test match             |
| 35 | 26 mars 1972     | Besançon, France                               | France – Allemagne          | 35 – 9  | Test match             |
| 36 | 26 novembre 1972 | Hanovre, Allemagne de l'Ouest                  | Allemagne – France          | 0 – 11  | Test match             |
| 37 | 10 novembre 1973 | Le Creusot, France                             | France – Allemagne          | 31 – 0  | Test match             |
| 38 | 9 novembre 1975  | Heidelberg, Allemagne de l'Ouest               | Allemagne – France          | 12 – 24 | Test match             |
| 39 | 20 février 1977  | Auxerre, France                                | France – Allemagne          | 50 – 3  | Test match             |
| 40 | 21 mars 1982     | Heidelberg, Allemagne de l'Ouest               | Allemagne – France          | 15 – 53 | Trophée européen FIRA  |
| 41 | 20 février 1983  | Bourg-en-Bresse, France                        | France – Allemagne          | 84 – 0  | Trophée européen FIRA  |
| 42 | 30 mai 1993      | Hanovre, Allemagne                             | Allemagne – France          | 27 – 71 | Trophée européen FIRA  |

## Bilan
La France cumule un total de 39 victoires pour un match nul, tandis que l'Allemagne compte deux victoires.